# Silvi
Silvi – miejscowość i gmina we Włoszech, w regionie Abruzja, w prowincji Teramo.
Według danych na rok 2004 gminę zamieszkuje 14 376 osób. 
Gęstość zaludnienia wynosi 718,8 os./km².